# Онајда (Њујорк)
Онајда (енгл. Oneida) град је у америчкој савезној држави Њујорк. По попису становништва из 2010. у њему је живело 11.393 становника.

## Демографија
Према попису становништва из 2010. у граду је живело 11.393 становника, што је 406 (3,7%) становника више него 2000. године.
| Група             | 2000.          | 2010.          |
| Белци             | 10.510 (95,7%) | 10.624 (93,3%) |
| Афроамериканци    | 88 (0,8%)      | 138 (1,2%)     |
| Азијати           | 51 (0,5%)      | 87 (0,8%)      |
| Хиспаноамериканци | 92 (0,8%)      | 165 (1,4%)     |
| Укупно            | 10.987         | 11.393         |